# Антун Аугустинчић
Антун Аугустинчић (Клањец, 4. мај 1900 — Загреб, 10. мај 1979) био је југословенски и хрватски вајар.

## Биографија
Од 1918. године студирао је вајарство на Високој школи за уметност и уметнички обрт у Загребу, код Рудолфа Валдеца и Роберта Франгеша, а када је она 1922. године претворена у Краљевску академију за уметност и обрт, наставља студије код Ивана Мештровића. Пошто је дипломирао, као стипендиста француске владе, 1924. године, одлази у Париз где студира у Школи за примењену уметност фр. École des Arts décoratifs (1924—26) и на Академији лепих уметности фр. Academie des Beaux-Arts. Године 1925. излаже у Салону француских уметника и 1926. у Салону независних.
По повратку у Загреб учествује на изложбама графике 1926. и 1927. године. Исте године самостално излаже скулптуре и у Салону Галић у Сплиту. Године 1929. налази се међу оснивачима ликовне групе „Земља“ и бива изабран за њеног потпредседника. Са „Земљом“ излаже 1929, 1931. и 1932. године у Загребу, 1931. у Паризу, а од групе се раздваја 1933. године. Упоредо се његови радови излажу у Барселони 1929. године, Лондону и Београду 1930. године.
О тридесетих година интензивира своје бављење јавним споменицима, започето још 1928. године. Учествујући и често побеђујући на бројним јавним такмичењима за споменике широм света, стиче углед који ће га укључити у колективну свест као мајстора споменика, посебно коњаничких, па му је на крају додељен статус првог државног кипара. Године 1940. постао је дописни члан Југословенске академије знаности и уметности, а током рата извајао је бисту усташког поглавника Анте Павелића. Године 1943, пребегао је партизанима.
1946. године постаје професор (а касније и ректор) Академије лепих уметности у Загребу, а 1947. године је проглашен за мајстора вајарства. Редовни члан ЈАЗУ постаје 1949. године и води мајсторску радионицу за вајарство.
Године 1965. постаје дописни члан САНУ, а 1973. дописни члан Академије наука и уметности Босне и Херцеговине у Сарајеву и почасни члан Академије уметности СССР-а у Москви. Године 1970. сва своја дела даровао је родном Клањцу, у којем је 1976. године отворена Галерија Антуна Аугустинчића.
Учесник је Народноослободилачке борбе, а био је и већник ЗАВНОХ-а и потпредседник АВНОЈ-а.
Умро је 10. маја 1979. године у Загребу.

## Одабрана дела
- Споменик палим Шумадинцима, Крагујевац 1932. година
- Споменик ослободиоцима Ниша, Ниш 1937. година
- Споменик стрељаним радикалима, Зајечар 1939. година
- Споменик Краљу Александру у Сомбору, Сомбор 1940. година
- Споменик борцима Црвене армије, Батина 1947. година
- Споменик маршалу Титу, Кумровец 1947. година
- Биста Исмета Мујезиновића, 1952. година
- Споменик палим борцима, Ливно 1952. година
- Споменик црвеноармејца на гробљу ослободилаца Београда, Београд 1954. година
- Споменик жртвама фашизма, Адис Абеба 1955. година
- Биста Бојана Ступице 1955. година
- Споменик Моши Пијаде, Загреб и Сисак 1960. година
- Споменик палим Крајишницима, Шехитлуци код Бање Луке 1960. година
- Споменик Туђе нећемо-своје не дамо, острво Вис 1964. година
- Споменик устанку, Сисак и шума Брезовица 1965. година
- Биста Златка Балоковића, 1967. година
- Споменик сељачкој буни 1573. и Матији Гупцу, Горња Стубица 1973. година
- Споменик маршалу Титу, Титово Велење 1977. година
- Бронзани лик рудара у Женеви испред зграде Међународног уреда за рад
- Споменик мира у Њујорку (поклон Уједињеним нацијама)
- Споменик Ношење рањеника, Загреб и Београд
- Грб Социјалистичке Федеративне Републике Југославије

## Галерија
- Споменик Црвеноармејцу на Гробљу ослободилаца Београда
- Споменик Титу у Кумровцу
- Споменик „Побједа“ у Меморијалном комплексу „Батинска битка“.
- Споменик „Побједа“ у Меморијалном комплексу „Батинска битка“
- Споменик палим Шумадинцима у Крагујевцу
- Споменик ослободиоцима Ниша, Ниш (1937)
- Ношење рањеника, Београд
- Ношење рањеника, Ветеринарски факултет у Загребу
- Статуа Мојсија на Мирогоју
- Торзо 1927. (Музеј савремене уметности)
- Моша Пијаде, Загреб